# Belmonte (freguesia)
A Freguesia de Belmonte, com sede na vila que lhe dava o nome, foi uma freguesia portuguesa do Município de Belmonte que tinha 30,91 km² de área e 3 183 habitantes (2011), e, por isso, uma densidade demográfica: de 103 hab/km².
Era uma das poucas freguesias portuguesas territorialmente descontínuas, consistindo em duas partes de extensão muito diferente: a parte principal (concentrando 90% do território da freguesia, incluindo a vila sede da própria freguesia e do município a que pertencia) e um pequeno exclave (lugar de Gaia) a norte, separado do corpo principal pela extinta Freguesia de Colmeal da Torre, esta desanexada da freguesia de Belmonte em 1949.
Foi extinta em 2013, no âmbito de uma reforma administrativa nacional, tendo sido agregada com a Freguesia de Colmeal da Torre, restaurando o território da freguesia anterior à desanexação de 1949, mas agora sob a designação de União das Freguesias de Belmonte e Colmeal da Torre da qual é a sede.

## População
| População da freguesia de Belmonte | População da freguesia de Belmonte | População da freguesia de Belmonte | População da freguesia de Belmonte | População da freguesia de Belmonte | População da freguesia de Belmonte | População da freguesia de Belmonte | População da freguesia de Belmonte | População da freguesia de Belmonte | População da freguesia de Belmonte | População da freguesia de Belmonte | População da freguesia de Belmonte | População da freguesia de Belmonte | População da freguesia de Belmonte | População da freguesia de Belmonte |
| ---------------------------------- | ---------------------------------- | ---------------------------------- | ---------------------------------- | ---------------------------------- | ---------------------------------- | ---------------------------------- | ---------------------------------- | ---------------------------------- | ---------------------------------- | ---------------------------------- | ---------------------------------- | ---------------------------------- | ---------------------------------- | ---------------------------------- |
| 1864                               | 1878                               | 1890                               | 1900                               | 1911                               | 1920                               | 1930                               | 1940                               | 1950                               | 1960                               | 1970                               | 1981                               | 1991                               | 2001                               | 2011                               |
| 1 773                              | 1 875                              | 2 084                              | 2 376                              | 2 768                              | 2 745                              | 3 258                              | 3 947                              | 3 005                              | 2 827                              | 2 293                              | 2 503                              | 3 046                              | 3 227                              | 3 183                              |

Com lugares desta freguesia foi criada a freguesia de Colmeal da Torre (decreto lei nº 37.536, de 01/09/1949
| Distribuição da População por Grupos Etários em 2001 e 2011 | Distribuição da População por Grupos Etários em 2001 e 2011 | Distribuição da População por Grupos Etários em 2001 e 2011 | Distribuição da População por Grupos Etários em 2001 e 2011 | Distribuição da População por Grupos Etários em 2001 e 2011 | Distribuição da População por Grupos Etários em 2001 e 2011 | Distribuição da População por Grupos Etários em 2001 e 2011 | Distribuição da População por Grupos Etários em 2001 e 2011 | Distribuição da População por Grupos Etários em 2001 e 2011 | Distribuição da População por Grupos Etários em 2001 e 2011 |
| ----------------------------------------------------------- | ----------------------------------------------------------- | ----------------------------------------------------------- | ----------------------------------------------------------- | ----------------------------------------------------------- | ----------------------------------------------------------- | ----------------------------------------------------------- | ----------------------------------------------------------- | ----------------------------------------------------------- | ----------------------------------------------------------- |
| Idade                                                       | 0-14                                                        | 15-24                                                       | 25-64                                                       | > 65                                                        |                                                             | 0-14                                                        | 15-24                                                       | 25-64                                                       | > 65                                                        |
| 2001                                                        | 507                                                         | 407                                                         | 1.619                                                       | 694                                                         |                                                             | 15,7%                                                       | 12,6%                                                       | 50,2%                                                       | 21,5%                                                       |
| 2011                                                        | 429                                                         | 332                                                         | 1.706                                                       | 716                                                         |                                                             | -15,4%                                                      | -18,4%                                                      | 5,4%                                                        | 3,2%                                                        |

## História
Os vestígios mais antigos da presença humana no concelho remontam à Pré-História, no entanto são da Época Romana o maior número de testemunhos dessa presença.
A importância de Belmonte no contexto da História de Portugal releva da Idade Média, tendo-lhe sido concedida Carta de Foral em 1199 por D. Sancho I, que quereria "povoar e restaurar", assegurando, desta forma, o controlo político da região para a Coroa Portuguesa. Simultaneamente, e uma vez que se tratava de uma zona de fronteira com o Reino de Leão, iniciava-se a construção de reduto fortificado que nos finais do século XIII, a pedido do Bispo de Coimbra, a cujo senhorio pertencia, é transformado em castelo, sendo então construída a Torre de Menagem.
Nesse período, Belmonte é já uma vila em franco desenvolvimento, justificando a existência de duas igrejas (Santiago e Santa Maria) e uma Sinagoga. Este crescimento será travado com as Guerras Fernandinas e a Crise de 1383-1385, que obrigam D. João I a conceder a Belmonte Carta de Couto, logo em 1387, a pedido do Bispo de Coimbra, que nos disse que "o seu castello de bellmonte he muy despouado por rezam desta guerra".

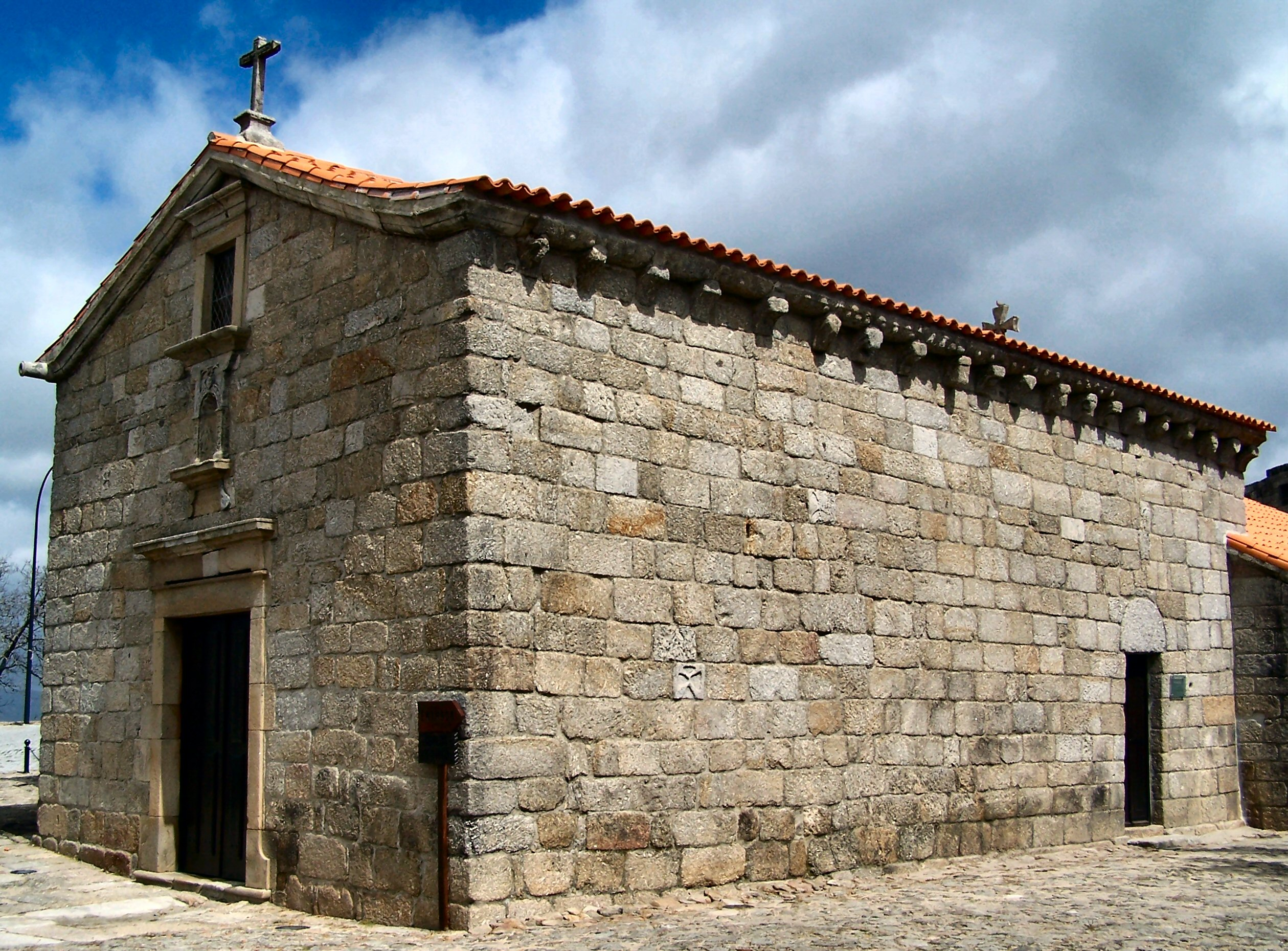
Igreja S.Tiago, localiza-se na zona histórica perto do Castelo.

Entre 1397 e 1398, D. João nomeou o primeiro Alcaide-Mor do Castelo de Belmonte tendo, escolhendo Luís Álvares Cabral, 2.º Senhor de Azurara da Beira, 2.º Senhor de Manteigas, 2.º Senhor de Moimenta da Serra e 2.º Senhor de Tavares tudo de juro e herdade, que também herdara em Belmonte o Morgado instituído por sua tia paterna Maria Gil Cabral, filha de D. Gil Cabral, Bispo da Guarda, sendo Luís Álvares Cabral tio materno de Frei Gonçalo Velho Cabral, Descobridor, Povoador e 1.º Capitão-Donatário de Santa Maria e 1.º Capitão-Donatário de São Miguel no século XV. Mas é só em 1466, que a família Cabral se fixa definitivamente em Belmonte, aquando da doação a título hereditário da Alcaidaria-Mor do Castelo a Fernão Cabral, Membro do Conselho de D. Afonso V.
No século XVI, Belmonte dará de novo um contributo importante para a História de Portugal através de Pedro Álvares Cabral, o Navegador, que, em 1500, comandou a 2.ª Armada à Índia e, durante a sua missão, descobriu o Brasil. Diogo Fernandes Cabral, também como ele trineto do casamento de Álvaro Gil Cabral, e sua mulher Maria de Macedo foram pais de Jorge Dias Cabral. Refira-se ainda a prestigiada figura de Jorge Cabral, que teve vários cargos importantes durante o século XVI, nomeadamente o de Governador da Índia entre 1549 e 1550.

Antigas freguesias que deram origem à União das Freguesias de Belmonte e Colmeal da Torre (Belmonte).

Em 1510, D. Manuel I concede Nova Carta de Foral, reconhecendo a sua importância política e económica. Belmonte era então uma comunidade rural, dependente da pecuária e da agricultura, com algum comércio, que todavia terá sido prejudicado pelo Édito de Conversão dos Judeus em 1496, e responsável pelo surgimento de uma comunidade cripto-judaica que resistirá às perseguições da Inquisição, até ao século XIX.
O século XIX, é marcado pela disputa de lugares políticos da Câmara e das Juntas da Paróquia.
Em 1831, com a Reforma Administrativa de D. Miguel I de Portugal, a Freguesia de Santiago foi extinta e criada uma única Freguesia e cabeça do Concelho de Belmonte, tendo Santa Maria como cabeça da Paróquia e Freguesia.
Com a reforma administrativa de 1855, o Concelho de Belmonte composto até então, pelas Freguesias de Maçaínhas e Ínguias é alargado ao Concelho de Caria, autónomo da Covilhã desde 1644. Em 1947 a freguesia de Belmonte é dividida, surgindo a nova freguesia de Colmeal da Torre e ficando o Concelho com cinco freguesias, situação que se manteve até 2013, ano em que passou para quatro freguesias.

## Freguesia
A para além da vila sede da freguesia era ainda composta pelos seguintes lugares anexos:
- Belmonte Gare
- Gaia
- Quinta do Meio

## Património
- Castro da Chandeirinha de Belmonte
- Castelo de Belmonte
- Igreja de Santa Maria (Belmonte) (Igreja Matriz)
- Igreja de Santiago (Belmonte) e capela anexa, designada por Capela dos Cabrais, na qual se encontra a imagem de Nossa Senhora da Esperança, que Pedro Álvares Cabral levou consigo na sua viagem
- Tulha dos Cabrais ou Ecomuseu do Zêzere
- Convento de Nossa Senhora da Boa Esperança
- Pelourinho de Belmonte
- Igreja Matriz Paroquial da Sagrada Família de Belmonte
- Estátua de Pedro Álvares Cabral
- Solar dos Cabrais
- Sinagoga de Belmonte
- Museu do Azeite
- Museu Judaico de Belmonte
- Capela de Santo António (Belmonte)
- Capela do Calvário (Belmonte)

## Personalidades ilustres
- Conde de Belmonte